# Димитрій Прилуцький
Димитрій Прилуцький (початок XIV століття — 11 лютого 1406) — чернець Російської церкви, засновник Спасо-Прилуцького монастиря. Святий Російської православної церкви в лику преподобних.
Дні пам'яті: 11 (24) лютого (кончина) і 3 (16) червня (стрітення образу).

## Життєпис
Димитрій Прилуцький народився в багатій купецькій сім'ї Покропаєвих у Переславлі-Залєському (за іншими відомостями, в селі Веслево нині Переславського району Ярославської області). У Горицькому Успенському монастирі прийняв чернечий постриг. На березі Плещеєва озера заснував Микільський чернецький монастир і став його ігуменом.
У 1354 році Димитрій вперше зустрівся з преподобним Сергієм Радонезьким, що приходив у Переславль до єпископа Афанасія. З тих пір неодноразово розмовляв з преподобним Сергієм і зблизився з ним. Слава про переславського ігумена так поширилась, що він став хрещеним батьком дітей великого князя Дмитра Донського. Під впливом Сергія Радонезького вирішив віддалитися в глухе місце і разом з учнем Пахомієм вирушив на Північ. У вологодських лісах на річці Великій, в Авнежській окрузі, вони побудували храм Воскресіння Христового і хотіли заснувати монастир. Але місцеві жителі боялися втратити угіддя, і вони вирушили далі.
Недалеко від Вологди, у вигині річки Димитрій вирішив створити перший на російській Півночі чернецький монастир. Жителі Вологди та околиць з радістю погодилися надати допомогу. У 1371 році був споруджений дерев'яний Спаський собор і почала збиратися братія. Багато учнів преподобного перейшли сюди з Переславля. Поглиблена молитва і найсуворіше подвижництво Димитрія поєднувалися з милосердям: він годував жебраків і голодних, приймав мандрівників, розмовляв з тими, хто потребує співчуття, і давав поради. Преподобний любив молитися на самоті. Постійною їжею його була лише просфора з теплою водою, навіть у свята він не брав дозволені статутом вино та рибу. Взимку і влітку носив один і той же старий кожух, та до глибокої старості ходив разом з братією на загальні роботи. Житіє повідомляє про проникливість преподобного Димитрія.
Особливістю доброчесності, якою відрізнявся Святий Димитрій, було незвичайне смирення, що спонукало його приховувати від людських поглядів не одну душевну красу, але і благовидість його особи.
Помер преподобний в глибокій старості 11 лютого 1406 року і був похований біля південної стіни дерев'яного Спаського храму.
Чудеса від мощей святого Димитрія почалися в 1409 році. Протягом XV століття шанування його поширилося по всій Русі, а в кінці століття іконописець Діонісій написав його житійну ікону (див. ілюстрацію).